# Oscar Pistorius
Oscar Pistorius (* 22. listopadu 1986 Sandton) je jihoafrický vrah a tělesně postižený atlet. Vybojoval čtyři zlaté a jednu bronzovou medaili na paralympijských hrách, neúspěšně se pokoušel kvalifikovat na Letní olympijské hry 2008. V roce 2017 byl odsouzen za vraždu přítelkyně Reevy Steenkampové.

## Život
Pistorius se narodil s vrozenou vadou dolních končetin (bez lýtkových kostí), kvůli níž mu ve věku necelého jednoho roku byly amputovány nohy pod koleny.
Na střední škole se přesto věnoval sportům jako ragby, vodní pólo nebo tenis. Největších úspěchů ale dosáhl v atletice. Na paralympijských hrách v Aténách v roce 2004 vybojoval bronz v běhu na 100 metrů a zlato na dvojnásobné trati.
Před Letními olympijskými hrami v Pekingu vyhlásil, že se chce kvalifikovat na své nejsilnější trati 400 metrů. Mezinárodní atletická federace IAAF mu v tom původně chtěla zabránit, obávala se jak rizika, které běžec s protézami může představovat v soubojích na atletické dráze, tak toho, že použité protézy Pistoriovi přinášejí ve skutečnosti ve srovnání s lidskýma nohama výhodu. Pistorius si ale vybojoval právo usilovat o účast na olympiádě u Mezinárodní sportovní arbitráže v Lausanne. Nedokázal však splnit kvalifikační limit a nebyl nominován ani do štafetového týmu.
Na paralympijských hrách v Pekingu v roce 2008 vybojoval zlaté medaile v bězích na 100, 200 a 400 metrů, na „čtvrtce“ současně vytvořil světový rekord 47,49 s.
V srpnu 2011 na mistrovství světa v jihokorejském Tegu startoval společně s tělesně nepostiženými sportovci v běhu na 400 m, časem 45,39 s postoupil z rozběhu, v semifinále však doběhl v čase 46,19 s na posledním, nepostupovém místě. Má nastoupit i jako člen jihoafrické štafety na 4 × 400 metrů.
Dne 14. února 2013 zastřelil ve svém domě v Pretorii svou přítelkyni, modelku a absolventku práv Reevu Steenkampovou. Podle prvních zpráv se tak mohlo stát omylem, kdy ženu považoval za lupiče, policie však tuto verzi nepotvrdila. Pistorius byl ihned vzat do vazby a následně obviněn z úkladné vraždy.
Dne 22. února 2013 soud propustil Pistoria na kauci ve výši jednoho milionu jihoafrických randů, tedy v přepočtu více než dvou milionů korun. Pistorius se nesmí vrátit do svého domu ani mluvit se svědky. Musí odevzdat cestovní pas a zbraně a dvakrát týdně se hlásit policii. Řízení, v němž Pistoriovi hrozí doživotní trest, má pokračovat 4. června.
Dne 11. září 2014 soudkyně Thokozile Masipaová zamítla obvinění z úkladné vraždy.
V říjnu 2014 byl Pistorius odsouzen za zabití z nedbalosti na pět let do vězení.
Dne 24. listopadu 2017 byl však Pistorius nově odsouzen za vraždu přítelkyně na 13 let a pět měsíců. 
Podmínečně propuštěn z vězení byl 5. ledna 2024.